# Fédération démocratique internationale des femmes

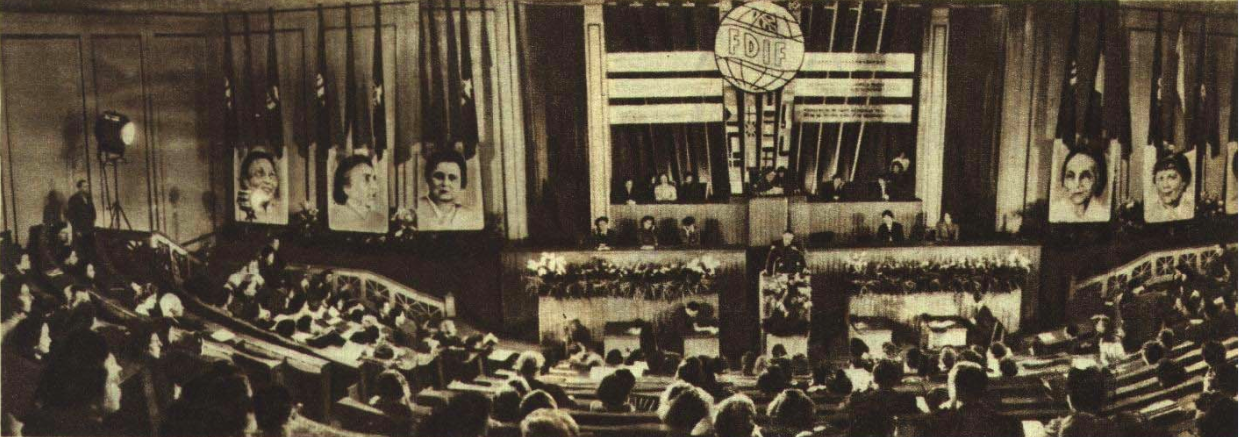
Congrès de 1951.

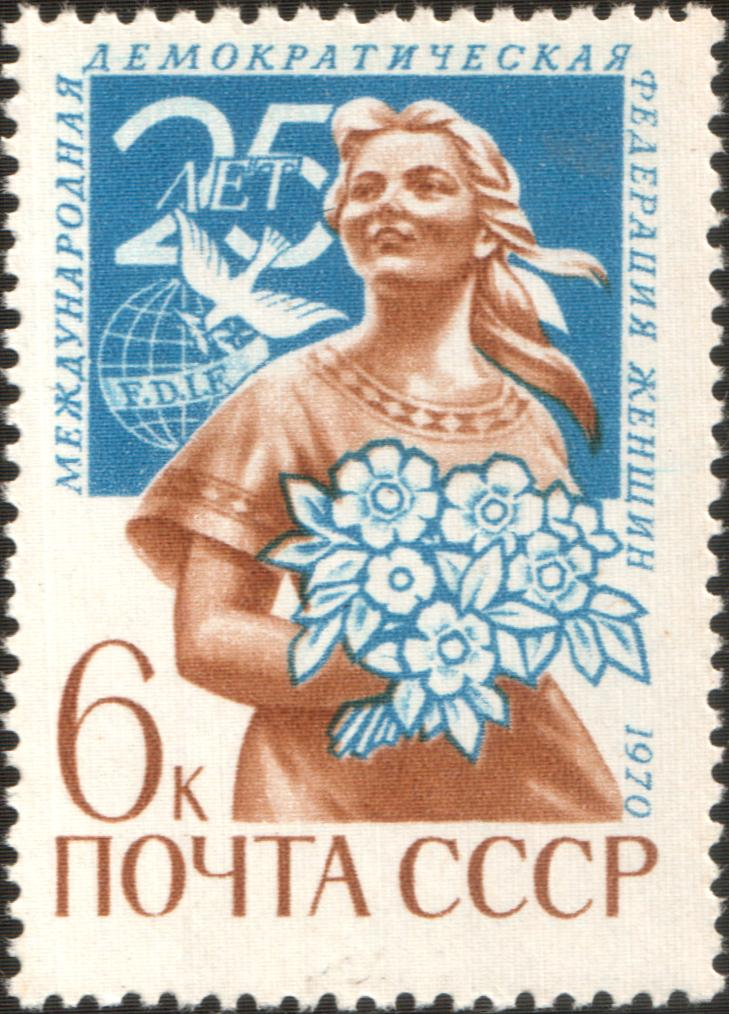
Timbre soviétique de 1970 pour le 25e anniversaire de la FDIF.

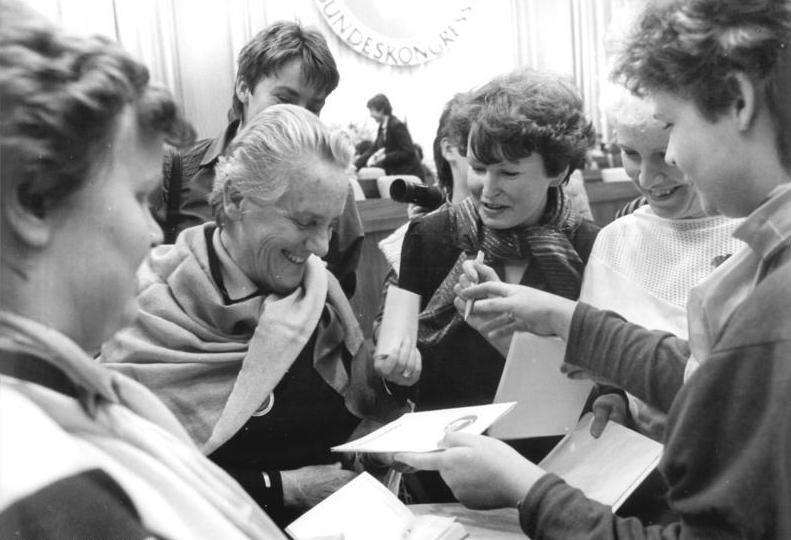
Congrès de Berlin en 1987.

La Fédération démocratique internationale des femmes (FDIF), en anglais Women's international democratic federation (WIDF), est une organisation internationale féminine créée en 1945 et proche du mouvement communiste.

## Histoire

### Fondation et structure
La FDIF est fondée en 1945 lors d'un congrès à la Maison de la Mutualité, à Paris,, réunissant les déléguées de 37 pays. Sa première présidente est la physicienne française Eugénie Cotton. L'organisation compte plusieurs personnalités parmi ses membres fondatrices, comme la Bulgare Tsola Dragoycheva et la Roumaine Ana Pauker et ensuite plusieurs cadres comme la Française Marie-Claude Vaillant-Couturier, Françoise Leclercq, l'Irakienne Naziha al-Dulaimi, la Cubaine Vilma Espín, la Japonaise Raichō Hiratsuka, la Nigériane Funmilayo Ransome-Kuti, l'Égyptienne Ceza Nabarawi, l'Espagnole Dolores Ibárruri, la Suédoise Andrea Andreen, la Soviétique Nina Popova (de) (députée) ou encore la Soudanaise Fatima Ahmed Ibrahim. Certaines avaient participé dans les années 1930 à la création du Comité mondial des femmes contre la guerre et le fascisme (dont l'une des dirigeantes était Gabrielle Duchêne), dans le contexte du Mouvement Amsterdam-Pleyel, l'un des premiers jalons d'un antifascisme féminin dont l'héritage marque la création de la FDIF. D'autres origines s'y superposent : le souvenir de l'Internationale socialiste des femmes de Clara Zetkin (1907), l'histoire du pacifisme féministe (imitant la Ligue internationale des femmes pour la paix et la liberté – LIFPL –, créée en 1915 pendant la Première Guerre mondiale et pérennisée dans l'immédiat après-guerre en 1919, moins radicale que la future FDIF), un accent particulier porté sur la maternité comme argument supplémentaire pour soutenir la paix, au nom d'une sensibilité féminine civique spécifique, l'expérience de la Résistance et, du moins à ses débuts, une dimension féministe.
Il s'agit de l'une des plus importantes et influentes organisations internationales de femmes de l'après Seconde Guerre mondiale. Eugénie Cotton fait le souhait suivant : « L'action massive des femmes dans la vie publique peut et doit être d'une grande importance ». À plusieurs moments de son histoire, la FDIF possède un statut consultatif auprès de l'ECOSOC. C'est à l'initiative de représentantes de la FDIF à la Commission des Nations Unies sur la condition de la femme que l'ONU déclare 1975 Année internationale de la femme.
Proches du mouvement communiste, l'Union française des femmes, l'Union des femmes en Italie, l'Union des femmes africaines au Congo, la Ligue démocratique des femmes d'Allemagne (RDA) ou encore l'Asociación de Mujeres Antifascistas (es) sont affiliées à la FDIF.

### Idéologie
À sa création, les principaux sujets de préoccupation de la FDIF sont l'antifascisme, la paix mondiale (passant notamment par une opposition à la bombe atomique), le bien-être de l'enfant et l'amélioration du statut des femmes et ce afin de s'assurer que vont perdurer les valeurs de la résistance forgées dans la lutte contre le régime nazi et de faire peser ces idées dans les pays occidentaux d'après-guerre. Il s'agit de créer un « mouvement féminin antifasciste transnational », selon les mots de l'historienne Mercedes Yusta. Au même moment, d'autres organisations de masse antifascistes sont créées pour regrouper d'autres pans de la société, comme la Fédération mondiale de la jeunesse démocratique pour les jeunes.
Pendant la guerre froide, l'organisation est communiste et pro-URSS,,. Avec l'évolution de la situation internationale, les tensions qui font craindre un retour de la guerre et la progressive polarisation en deux blocs en 1946-1947, la FDIF évolue rapidement et se fait le relai de la propagande soviétique, notamment contre la menace d'une « guerre impérialiste » venue des États-Unis. Une autre organisation, le Conseil mondial de la paix, fut ensuite créé pour répondre plus particulièrement à cette question ; elle aboutira en 1950 à l'appel de Stockholm. Alors que chaque bloc met en place une propagande manichéenne, l'URSS développe une rhétorique qui assimile Washington au fascisme. Celle-ci est reprise par les organisations sous son contrôle, notamment par la FDIF qui adopte une ligne de plus en plus « agressive » et alignée sur la politique soviétique note Mercedes Yusta. Cependant, elle est crédibilisée par son aura pacifiste-féministe. Dès 1946, les documents qu'elle produit sont imprégnés par la défense de l'URSS, patrie de la paix, et la critique des puissances occidentales, forces « réactionnaires ». Il s'agit d'un retour de la dialectique fasciste / antifasciste expérimentée dans les années 1930 mais désormais liée à de nouveaux enjeux, notamment anticoloniaux.
À cette époque, le Congrès des femmes américaines (en) est la branche des États-Unis affiliés à la FDIF ; en 1949, ses membres sont la cible du Comité des activités américaines de la Chambre des représentants (HUAC), qui conclut que l'association est moins intéressée par l'avancée des droits des femmes que par son soutien à l'URSS. Cette campagne anti-communiste conduit à ce que le siège déménage de Paris à Berlin-Est (13 Unter den Linden) et coûte à la FDIF son statut consultatif à l'ONU[réf. nécessaire].
Plusieurs historiens notent que la FDIF a soutenu les droits des femmes ainsi que les luttes anticoloniales en Asie, en Afrique et en Amérique latine. La Journée internationale de la protection de l'enfance qui se tient dans de nombreux pays sous le nom de Journée de l'enfance à partir du 1er juin 1950 aurait été initiée par la FIDF lors de son congrès de novembre 1949 à Moscou.
Les idéaux féministes, puissants aux débuts de la FDIF, permettaient que « des femmes d'horizons politiques divers pouvaient se reconnaître dans le discours et les revendications de la Fédération » souligne Mercedes Yusta. Malgré les diverses opinions de ces femmes et leur appartenance à d'autres organisations, la FDIF souhaitait les fédérer autour de la cause rassembleuse de la paix. Cette ambition est une réussite à l'issue du congrès fondateur (on retrouve ainsi des militantes de la LIFPL, de l'Alliance internationale des femmes – AIF – et de l'Union française pour le suffrage des femmes), même si les communistes dominent l'organisation. La mémoire de la résistance et la peur d'une résurgence du fascisme participent de l'indulgence initiale de ces femmes non communistes vis-à-vis de la FDIF, très liée à Moscou. Cependant, cette tolérance ne dure pas.
Ayant des volontés hégémoniques, la Fédération se trouve en compétition avec d'autres organisations féminines internationales progressistes plus anciennes, elles non-communistes (Conseil international des femmes – CIF –, AIF, LIFPL). Sur ordre du Kremlin, la FDIF abandonne vite la bienveillance de ses débuts et se met à employer une rhétorique binaire pour les discréditer, présentant par exemple l'AIF comme « suffragiste et en dehors de la vie » et la LIFPL comme « fasciste » et « antidémocratique ». Mercedes Yusta note : « à ce moment-là [en 1946], il est évident que la FDIF a tourné la page du féminisme », considéré comme bourgeois et déconnecté des masses populaires. La vice-présidente de la FDIF Dolores Ibárruri déclare d'ailleurs à son comité exécutif : « Nous ne sommes pas des femmes féministes. Nous sommes des femmes qui se battent pour la liberté et la démocratie ». Se démarquant du « combat attardé du suffragisme », la FDIF concentre ainsi son action sur la paix (donc contre les puissances occidentales, considérées comme des fauteurs de guerre, alors que l'URSS et les démocraties populaires sont présentées comme des modèles à suivre), mettant en avant une sensibilité féminine particulière pour justifier ce combat et attirer à elle les masses féminines. Et Mercedes Yusta de conclure : « D'une organisation de femmes, la FDIF devenait ainsi de plus en plus une organisation de mères ». 
Toutefois, Pascale Barthélémy relève que contrairement aux mouvements catholiques qui défendent l’idée d’une mère prête à tous les sacrifices pour les siens, le modèle de la FDIF met en avant une mère capable de protéger ses enfants en agissant dans le  monde. La valorisation de la maternité n'est plus dans son optique le moyen d’inférioriser et de soumettre les femmes, mais au contraire un levier d’action politique, dans le cadre d'une maternité pacifique et combattante. Par ailleurs cette approche est fédératrice et permet de toucher en particulier les femmes d’Afrique et d’Asie alors en lutte pour leur émancipation. Ainsi, pour Pascale Barthélémy, le discours de la FDIF « relève à la fois d’un féminisme différentialiste et universaliste. Différentialiste car il réclame des droits pour les femmes « en tant que femmes » voire en tant que mères ; universaliste car il repose sur des valeurs et une conception de l’émancipation nées dans le monde occidental mais pensées comme universelles. Ce féminisme  [est] « justifié par l’universalité des inégalités et des mauvais traitements subis par les femmes »

### Publication et siège

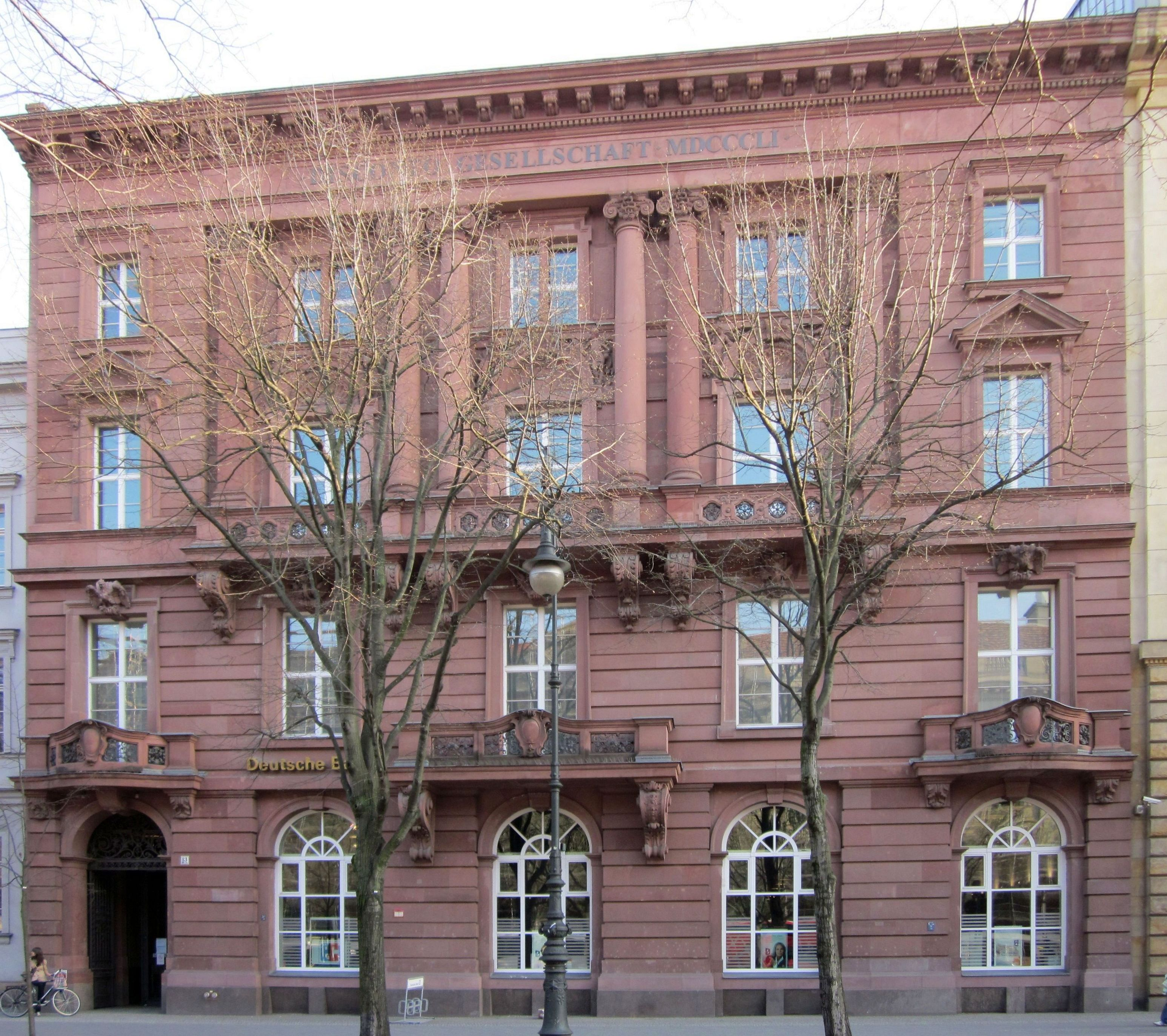
L'ancien siège de la FDIF à Berlin.

La FDIF publiait un magazine mensuel, Women of the Whole World (WOWW), en anglais, français, espagnol, allemand et russe, avec des numéros occasionnels en arabe.
Entre 1951 et 1992, le siège de la FDIF se trouve à Berlin-Est, 13 Unter den Linden. Actuellement, son secrétariat est à São Paulo, au Brésil.
Liza Maza est la coordinatrice régionale de la FDIF en Asie.

## Liste des présidentes
- 1945-1967 : Eugénie Cotton
- 1969-1974 : Hertta Kuusinen
- 1975-1989 : Freda Brown

## Liste des congrès

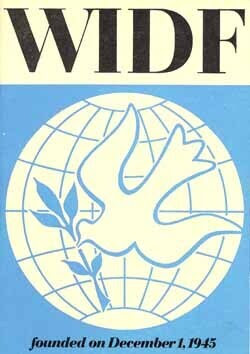
Logo original (1945).

- 1945 : Paris (France)
- 1946 : Moscou (URSS)
- 1948 : Budapest (Hongrie)
- 1953 : Copenhague (Danemark)
- 1958 : Vienne (Autriche)
- 1963 : Moscou (URSS)
- 1969 : Helsinki (Finlande)
- 1975 : Berlin-Est (RDA)
- 1981 : Prague (Tchécoslovaquie)
- 1987 : Moscou (URSS)
- 1991 : Angleterre (Royaume-Uni)
- 1994 : Le Blanc-Mesnil (France)
- 1998 : Bobigny (France)
- 2002 : Beyrouth (Liban)
- 2007 : Caracas (Venezuela)

## Sources
- (en) Cet article est partiellement ou en totalité issu de l’article de Wikipédia en anglais intitulé « Women's International Democratic Federation » (voir la liste des auteurs).